# São João Baptista (galeão)
O São João Baptista, mais conhecido pela alcunha de Botafogo, foi um galeão da Marinha Portuguesa, durante o século XVI. Na sua época, era o mais poderoso navio de guerra do mundo.
O navio estava armado com 366 bocas de fogo de bronze, tendo, portanto, um tremendo poder de fogo. Por essa razão tornou-se conhecido por Botafogo. Tinha um deslocamento de cerca de 1000 toneladas.
Este navio foi usado quer no Atlântico quer no Mediterrâneo onde ficou famoso durante a conquista de Tunes.

## Construção
Foi construída por João Galego, em Lisboa, a construção foi iniciada a 29 de Agosto de 1533, trabalhando nele diariamente 30 operários, e foi lançado ao mar a 24 de Junho de 1534.

## Participação na Conquista de Túnis
Nessa batalha, o Botafogo era comandado pelo Infante D. Luís, irmão do Rei D. João III de Portugal e cunhado do Imperador Carlos V. Quando Carlos V solicitou apoio naval a Portugal, referiu especificamente o Botafogo.

De acordo com os relatos da época, foi o esporão do Botafogo que conseguiu quebrar as correntes em La Goleta, que defendiam a entrada do porto, permitindo, então, à armada cristã que atingisse e conquistasse a cidade de Tunes.
O galeão portuguez chamado S. João Baptista, em que o imperador de Alemanha, e rei de Hespanha Carlos V foi com seu cunhado o nosso infante Dom Luiz, chamado Delicias de Portugal, á conquista de Tunes contra o famoso corsario Heredim Barba-Rôxa, não só é celebrado por ser o maior navio, que nos mares da Europa opprimiram as ondas, pois jogava 366 peças de bronze, e sendo redondo continha 600 mosqueteiros, 400 soldados de espada e rodella, e 300 artilheiros; mas tambem é famoso pelo talhamar, ou serra grande de aço finissimo, que tinha na próa, para romper a cadea de Goleta; o que se não poude conseguir da primeira vez, mas sim da segunda, em que o infante Dom Luiz mandou ao piloto, que se fizesse ao mar com volta mais larga, e dadas as velas todas ao vento [prevenção que faltara na primeira] investiu a cadeia com impulso tão furioso, e vehemente, que a fez em pedaços, levantando uma grande serra de agua. Entrou o galeão pelo rio, como pelo corro o cavalleiro depois d’uma boa sorte, e começou a lançar tanta immensidade de raios sobre as fortificações dos infieis, que daqui lhe veio o nome, que o vulgo repete [ainda hoje em dia], chamando-lhe o galeão botafogo. Com elle, sem duvida, se facilitou, e conseguiu a conquista da Goleta, que se afigurava inexpugnavel, no dia 13 de Julho do anno de 1535. (Revista Panorama, 1841, Volume 5, pág. 384) 

## Descomissionamento
Em 1550, o já "antigo e muito famoso galeão 'São João foi enviado ao Brasil" junto a um comboio de diversos navios mercantes com suprimentos para ajudar a colônia nascente e a cidade de Salvador e no ano seguinte ele foi desmontado em Pernambuco e suas partes de ferro e munições foram úteis para os colonos, de acordo com o governador Tomé de Sousa para o Rei João III de Portugal.

## A propagação do nome do Botafogo
Um dos membros da tripulação do galeão, chamado João de Sousa Pereira, segundo Luiz Gonzaga da Silva Leme, originário da cidade de Elvas (cabe aqui ressaltar que, a 23 de agosto de 1620, em depoimento prestado durante o Processo Informativo do Rio de Janeiro de 1620 sobre a beatificação do Padre José de Anchieta, João de Sousa Pereira declarou ser originário de Lisboa) tornou-se famoso, uma vez que era o responsável pela artilharia do navio pelo que, também ele, ganhou a alcunha de «Botafogo», que incluiu em seu apelido, passando este nome aos seus descendentes. Mais tarde, quando se estabeleceu no Brasil, lutou contra os franceses e contra os índios tupis. Como recompensa, a Coroa Portuguesa doou-lhe terras junto da baía de Guanabara, passando essa área a ser conhecida por Botafogo atendendo ao nome do detentor das terras. Estas terras vieram a constituir o atual bairro da cidade do Rio de Janeiro. 
Por tal, até hoje há o famoso bairro chamado de Botafogo na Zona Sul da cidade do Rio de Janeiro, abrigando o tradicional e famoso clube desportivo homônimo, o Botafogo de Futebol e Regatas.